# Krystsina Tsimanouskaja
Krystsina Siarhejeŭna Tsimanoŭskaja (belarusiska: Крысціна Сяргееўна Ціманоўская), född 19 november 1996 i Klimavitjy, är en belarusisk-polsk friidrottare.
Hon vann silver på 100 meter vid U23-EM 2019. Under Sommar-OS i augusti 2021 blev hon uppmärksammad för att ha vägrat återvända till Belarus.